# Calamaria gialaiensis
Espèce
Statut de conservation UICN

 DD  : Données insuffisantes
Calamaria gialaiensis  est une espèce de serpents de la famille des Colubridae.

## Répartition
Cette espèce est endémique de la province de Gia Lai au Viêt Nam.

## Étymologie
Son nom d'espèce, composé de gialai et du suffixe latin -ensis, « qui vit dans, qui habite », lui a été donné en référence au lieu de sa découverte, la province de Gia Lai.

## Publication originale
- Ziegler, Sang & Truong, 2009 "2008" : A New Reed Snake of the Genus Calamaria Boie (Squamata: Colubridae) from Vietnam. Current Herpetology, vol. 27, n. 2, p. 71-80